# فضای آزادی
فضای آزادی کنسرتی بود که در تاریخ ۲۶ اوت ۲۰۰۵ در کارخانه کشتی سازی گدانسک در لهستان توسط آهنگساز بزرگ فرانسوی ژان میشل ژار به مناسبت بیست و پنجمین سالگرد همبستگی اجرا شد. ژار توسط پسر لخ ولسا برای اجرای کنسرت دعوت شد. از حاضران در کنسرت تنها ۱۷۰٬۰۰۰ نفر بلیط خریداری کرده بودند در حالی که حاضران نزدیک به ۷۵۰٬۰۰۰ نفر تخمین زده می‌شود.

## فهرست آهنگ‌ها
- در انتظار کوزتیا (قبل از گرم شدن کنسرت)
- پیش‌درآمد (که در حقیقت پیش‌درآمد آهنگ "انقلاب صنعتی" بود)
- اکسیژن ۲
- خاطرات شوپن
- آئرو
- اکسیژن ۴
- سوغات (که در حقیقت "سوغات چین" بود)
- هندسه عشق
- اعتدال شب و روز ۴
- فضای آزادی (در حقیقت "۲۳ مارس" بود)
- هواشناسی
- شرح وقایع ۲ (به همراه مقدمه که با ساز ترمین نواخته شد)
- سخنرانی لخ ولسا
- دیوارها
- وقایع نگاری ۶
- اکسیژن ۸
- آسمانم را روشن کن
- پیشکش به پاپ ژان پل دوم (که در حقیقت همان "آکروپولیس" بود)
- وعده گاه ۲
- تابستان (از چهار فصل اثر ویوالدی)
- مهاجر (تقدیم به لهستان)
- اکسیژن ۱۲
- وعده گاه ۴
- سولیدارنوشچ (که در حقیقت "اکسیژن ۱۳" بود و به کارگران کشتی سازی تقدیم شد)
- هواشناسی ریمیکس

## نوازندگان
- ژان میشل ژار (کیبورد، میز میکس، چنگ لیزری، ترمین، خواننده)
- فرانسیس ریمبرت (کیبورد، پرکاشن الکترونیکی)
- کلود سامارد (کیبورد، گیتار، هماهنگ‌کننده)
- پاتریک روندات (گیتار الکتریک)
- ارکستر فیلهارمونیک بالتیک
- گروه کر دانشگاه گدانسک

## پیوند به خارج
- وبگاه رسمی کنسرت لهستان
- کنفرانس مطبوعاتی با ژان میشل ژار